# سیارک ۱۱۹۱۶
سیارک ۱۱۹۱۶ (به انگلیسی: 11916 Wiesloch، نامگذاری:1992ST17) یازده هزار و نهصد و شانزدهمین سیارک کشف شده‌است که در ۲۴ سپتامبر ۱۹۹۲ کشف شد.
قدر مطلق سیارک برابر ۱۷.۸ است.